# Якима (племе)
Вижте пояснителната страница за други значения на Якима.
Якима или по-правилно Якама е голям Сахаптински народ, живеещ в миналото по бреговете на реките Колумбия, Уеначи и Якима в източната част на щата Вашингтон, САЩ.

## Население
Преди контакта с белите наброяват около 7000 души, живеещи в няколко села ръководени от един или повече вождове. Идентифицирани са между 60 и 70 техни села и сезонни лагери.

## Име
През годините името им е изписвано в различни варианти като Ейякема, Якамап, Юкуман, Якамаус, Якаус. Самите те се наричат Тап-тейл-мим или Уап-тайл-мим, което е базирано на сахаптинското име на река Якима.

## Култура
Начина им на живот и култура са подобни на тези на другите племена от Платото. Ловуват сьомга, събират диви плодове и корени камас, занимават се с търговия, а след като се сдобиват с коне в началото на 18 век започват сезонно да навлизат в Равнините да ловуват бизони. Конете им донасят богатство и доста промени в културата им, но въпреки това те не стават основно ловци на бизони като някои други групи от Платото. Първоначално основно жилище е обикновена дървена колиба от пръти покрита с рогозки от папур. През студеното време използват дървена къща наполовина вкопана в земята (pit house). След контакта им с прерийните племена започват да използват типито.

## История
За първи път са посетени от експедицията на Луис и Кларк през 1805 г. Скоро след тях пристигат търговците и миньорите. От началото до средата на 19 век племето претърпява значителни загуби на населението в резултат на новите болести и войни с шошоните. През 1855 г. губернаторът на територията Вашингтон, Айзък Стивънс принуждава няколко местни племена чрез договор да отстъпят 10,8 милиона акра от земите им в замяна на общ резерват от 1,2 милиона акра. Според договора подписан в Уола уола, якима и още 12 групи – кликитат, клинкуит, коуасейе, кахмилтпа, лиеуас, очечотес, палус, уеначи, скинпа, уиапкат, шайикс, уишрам се задължават да се заселят в резервата в най-кратки срокове. Скоро след подписването на воговора на север от река Спокейн е открито злато и златната треска привлича хиляди авантюристи в района. Схватките между индианците и миньорите стават ежедневие и след като няколко миньори убиват няколко души от якима избухва война, в която се включват няколко местни племена. Тази война остава в историята като Войната якима. Тя продължава до 1858 г. След войната местните племена са отведени насилствено в резервата Якима, а 24 от водачите на бунта са осъдени на смърт и екзекутирани.